# Valeriano di Aquileia
Valeriano di Aquileia (... – 388) è stato un arcivescovo romano, arcivescovo di Aquileia dal 369 al 388. È venerato come santo dalla Chiesa cattolica, che lo ricorda il 27 novembre.

## Biografia

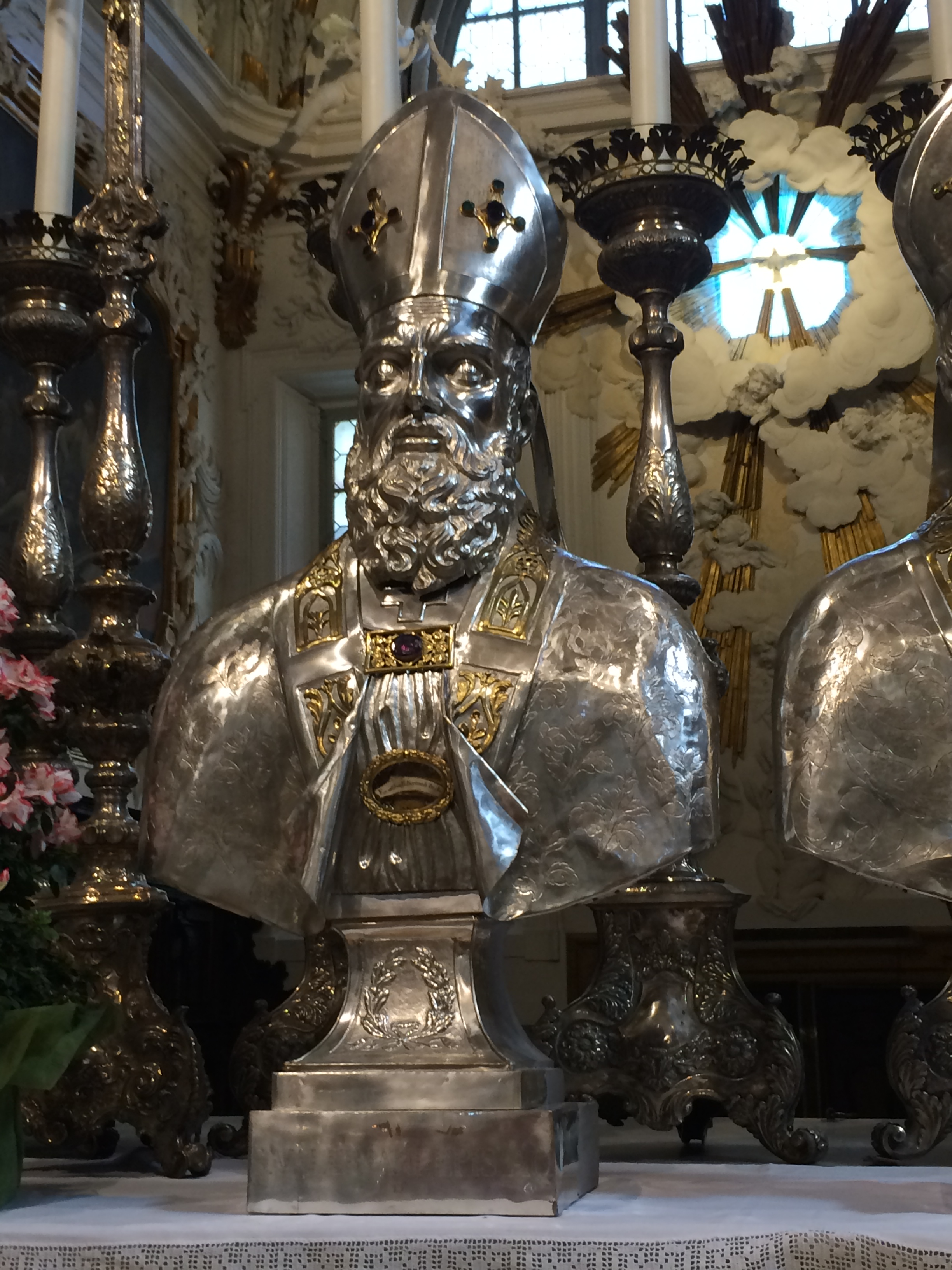
Cattedrale di Udine, busto con reliquie di San Valeriano

Successore di Fortunaziano, ristabilì il controllo niceno sulla Chiesa aquileiese, dopo le ambiguità del suo predecessore. Valeriano partecipò da protagonista al concilio che papa Damaso I aveva indetto a Roma nel 369, tanto da essere considerato il capo degli ortodossi contro la fazione ariana.
Grazie all'autorità del suo vescovo, Aquileia divenne il centro della diffusione e della difesa della fede ortodossa contro l'arianesimo, tanto che lo stesso Girolamo riconosce ai clerici aquileienses i meriti per il loro zelante esercizio della fede.
Nel 381 Valeriano indisse il concilio di Aquileia per combattere gli ultimi gruppi ariani nell'area balcanico-danubiana. L'imperatore, pur convocando il concilio, dissuase dal parteciparvi i vescovi della parte orientale dell'impero. Ad Aquileia arrivano così solo 35 vescovi dell'area padano-danubiana-adriatica; sotto la guida di Aurelio Ambrogio, vescovo di Milano, essi condannarono Palladio di Raziaria, Secondiano di Singiduno e il presbitero Attalo. Di tale concilio si sono conservati gli atti ufficiali e le controtestimonianze degli ariani. Al termine del concilio furono inviate agli imperatori quattro lettere sinodali, che ribadivano la fedeltà e la devozione verso la Chiesa di Alessandria. La presenza determinante di Ambrogio al concilio sancì anche l'affermarsi di Milano come metropoli dell'Italia settentrionale anche in campo ecclesiastico.